# Сутлијаш
Сутлијаш или сутлија (тур. sütlaç) је врста слатког десерта, типичног за многе светске кухиње, који се добија кувањем пиринча у млеку на тихој ватри. Једе се топао или хладан, а често се служи уз додатке попут цимета, ваниле или коре лимуна.
Дужим кувањем ослобађају се молекули скроба из пиринча који затим згушњавају млеко. Резултат је мекана кремаста маса у којој се и даље могу уочити појединачна зрна пиринча. Због таквог свог изгледа и сличности са пудингом, понекад се назива и пудингом од пиринча. При крају кувања се у сутлијаш додаје шећер, а затим се укус обогаћује додавањем цимета, ванилиног шећера, рендане чоколаде или неког воћа. Може да се служи врућ или хладан у чинији.
Ова посластица се често среће у јеловнику српске, босанске, македонске, бугарске и турске кухиње. 